# Aparai
Die Aparai, auch Apalai genannt, gehören zu der indigenen Bevölkerung Brasiliens, die in den brasilianischen Staaten Amapá und Pará sowie in den Nachbarländern Französisch-Guyana und Suriname leben.

## Leben
Die Aparai leben in kleinen Dorfgemeinschaften. Ihr heutiges Leben ist stark von der Außenwelt und von Missionaren beeinflusst und die Traditionen nehmen ab. Das Leben spielt sich in verschiedenen dedizierten Hütten ab, die nach Bedarf organisiert sind, d. h. zum Schlafen, zur Maniokfladenherstellung, Kochen, Korbhandwerk und weiteres.
Die Aparai sind eine sehr egalitäre Gesellschaft. Jeder ist gleich viel wert, auch wenn Frauen und Männer ihren spezifischen Tätigkeitsbereichen nachgehen. Doch wenn ein Mann nicht mehr fähig ist, zu jagen, wird er Künstler, und wenn er dies nicht mehr kann, kümmert er sich um die Kinder oder findet eine andere Art von Bestimmung. Heute ist das Volk bedroht. Goldschürfer dringen ein, und verschmutzen die Flüsse mit Quecksilber und Holzfäller zerstören mehr und mehr ihren Lebensraum.

## Sprache
„Die Aparai-Wajana (Wayana) im Norden Amazoniens gehören der Sprache nach zu den (Nord-)Kariben, die einst zu den verbreitetsten Völkern der neuen Welt zählten.“

## Bevölkerungsentwicklung
Die Bevölkerung der Aparai hat in den letzten 200 Jahren stark abgenommen. 1993 wurde die Bevölkerung der Aparai in Brasilien mit 450 und 2010 mit 398 angegeben. Für 2011 wurden 40 Stammesangehörige in Französisch-Guyana und 10 in Suriname gemeldet, dazu 2014 vom Siasi/Sesai 514 weitere Aparai in Pará/Amapá.

„Während der Botaniker Jean Baptiste Le Blond 1788 die Bevölkerung der Aparai-Wajana noch auf 4000 schätzte, kam der Geograf und Südamerikaforscher Henri Coudreau Ende des 19. Jahrhunderts nur noch auf 1500 Bewohner, verteilt auf 35 Dörfer, in denen um die 25 bis 30 Einwohner lebten. Anfang des 20. Jahrhunderts hatte sich die Bevölkerungszahl noch weiter reduziert. Der Kartograf und Anthropologe Claudius Henricus De Goeje bezifferte die Population der Aparai-Wajana auf maximal 1000; 600 davon lebten in Brasilien, 300 in Surinam und 100 in Guayana. […] Schätzungen zufolge leben heute rund 1400 bis 1600 Aparai-Wajana über drei Landesgrenzen hinweg verstreut in kleineren Gruppierungen.“